# هومبيرتو غوردون
هومبيرتو غوردون (بالإسبانية: Humberto Gordon)‏ هو عسكري تشيلي، ولد في 21 سبتمبر 1927، وتوفي في 15 يونيو 2000.